# Miriam Toews
Œuvres principales
- Drôle de tendresse
- Pauvres petits chagrins

Pour les articles homonymes, voir Toews.
Miriam Toews (née en 1964) est une romancière et essayiste canadienne, née à Steinbach au Manitoba.
Elle est principalement connue pour ses romans, Drôle de tendresse et Pauvres petits chagrins. Elle a remporté plusieurs prix littéraires dont le Prix du Gouverneur général pour la fiction en langue anglaise, et le Prix Engel/Findley de la Société d'encouragement aux écrivains (Writers’ Trust Engel/Findley Award).
Elle a joué dans le film Lumière silencieuse, écrit et réalisé par le cinéaste mexicain, Carlos Reygadas—une expérience qu'elle a utilisée pour son cinquième roman, Irma Voth.

## Biographie

### Jeunesse et formation
Deuxième fille de parents mennonites, Miriam Toews a grandi à Steinbach, au Manitoba. Elle a étudié à l'Université du Manitoba et au collège universitaire de King's College à Halifax.

### Début en tant journaliste
Elle a écrit son premier roman, Summer of My Amazing Luck (1996) alors qu'elle travaillait comme  pigiste et animatrice de radio.
Toews a écrit pour WireTap de Radio-Canada, Canadian Geographic, Geist, The Guardian, The New York Times Magazine, Intelligent Life, et Granta. Elle est l'auteur des Lettres X, une série de messages personnels adressés au père de son fils, présentés sur This American Life dans un épisode consacré aux parents disparus.

### Carrière de romancière
Son père, Melvin Toews, qui souffrait de psychose maniaco-dépressive grave, s'est suicidé en 1998. Dans Jamais je ne t'oublierai, Toews raconte sa vie comme elle croit qu’il l’aurait fait, en parlant en son nom. En 2010, Marj, la sœur de Toews, s'est elle aussi suicidée, 12 ans après son père, à quelques jours près.
Son roman Drôle de tendresse, publié en 2004, lui permet d'accéder à la notoriété. Il figure pendant plus d'un an sur les listes de meilleurs ventes canadiennes et remporte le prix du Gouverneur général pour une œuvre de fiction en langue anglaise, ainsi que l'édition 2006 du Combat des livres. Ce livre a notamment bénéficié du soutien du poète, compositeur et éditeur John K. Samson.
Pauvres petits chagrins, publié en 2014, est basé sur l'histoire vraie de la sœur de Toews, Marjorie, qui s'est suicidée le 5 juin 2010. C'est l'histoire de deux sœurs : Elfrieda, pianiste de renommée mondiale mariée à un époux formidable, qui veut mettre fin à ses jours, et Yolandi, divorcée, désargentée, multipliant les "mauvais choix", qui fait tout son possible pour maintenir sa grande sœur en vie. Le roman pose la question : comment fait-on pour retenir quelqu’un qui veut mourir absolument ? ?
Le roman a remporté le Rogers Writers' Trust Fiction Prize de 2014, et il a été nommé l'un des meilleurs livres de l'année par Kirkus, Publisher's Weekly, The Globe and Mail, The Boston Globe, The Washington Post, The New Republic, et The Daily Telegraph.
Ron Charles, du Washington Post, a salué le livre en ces termes : "Miriam Toews mêle le rire et les larmes pour concocter un élixir qui est l’essence même de la vie." L'écrivaine américaine, Curtis Sittenfeld, a écrit: "Impossible de résister à Pauvres Petits Chagrins. Il s’agit d’un livre troublant. Comment un roman sur le suicide pourrait-il ne pas l’être ? Mais l’intelligence, la franchise et, surtout, la compassion qui s’y expriment apportent une sorte de baume, de réconfort, comme on pourrait en trouver en débouchant une bouteille de vin et en partageant une longue conversation avec un ami."

## Œuvre
- 1996: Summer of My Amazing Luck
- 1998:  A Boy of Good Breeding
- 2000:  Swing Low: A Life Traduit en français en 2013 par Lori Saint-Martin et Paul Gagné sous le titre Jamais je ne t'oublierai (Les Éditions du Boréal).
- 2004: A Complicated KindnessTraduit en français en 2005 par Lori Saint-Martin et Paul Gagné sous le titre Drôle de tendresse (Boréal).
- 2008: The Flying TroutmansTraduit en français en 2009 par Lori Saint-Martin et Paul Gagné sous le titre Les Troutman volants (Boréal).
- 2011: Irma VothTraduit en français en 2011 par Lori Saint-Martin et Paul Gagné sous le titre Irma Voth (Boréal).
- 2014:  All My Puny Sorrows Traduit en français en 2015 par Lori Saint-Martin et Paul Gagné sous le titre Pauvres petits chagrins (Boréal).
- 2018: Women Talking Traduit en français en 2019 par Lori Saint-Martin et Paul Gagné sous le titre Ce qu’elles disent (Boréal).
- 2021: Fight Night Traduit en français en 2023 par Lori Saint-Martin et Paul Gagné sous le titre Nuit de combat (Boréal).

## Honneurs et prix
- 2000 Prix Alexander Kennedy Isbister Award    — Jamais je ne t'oublierai.
- 2004 Prix du Gouverneur général, pour la fiction en langue anglaise — Drôle de tendresse.
- 2005 Canadian Booksellers Association Libris Award for Fiction Book of the Year — Drôle de tendresse[11].
- 2006 Gagnant dans le Combat des livres (Canada Reads) de Radio Canada (CBC) — Drôle de tendresse.
- 2008 Rogers Writers' Trust Fiction Prize — Les Troutman volants
- 2010 Writers Trust Engel/Findley Award pour l'ensemble de son œuvre[12]
- 2013 Ordre du Manitoba[13]
- 2014 Rogers Writers' Trust Fiction Prize — Pauvres Petits Chagrins[14]
- 2018, Prix littéraire du Gouverneur général - Ce Qu’elles disent[15].

## Adaptations
Son roman Women Talking a été adapté au cinéma par Sarah Polley,.